# Борно (штат)
Борно (англ. Borno State) — штат на північному сході Нігерії. Другий за площею штат Нігерії. Адміністративний центр штату - місто Майдугурі. На північному сході має вихід до озера Чад.

## Історія
Штат Борно був утворений 3 лютого 1976 року при поділі Північно-Східного штату Нігерії. У 1991 році від нього відокремився штат Йобе.
Основне населення штату становить етнічна група канурі . Політичні інститути канурі утворилися задовго до появи Нігерії і існують донині. Територія ще в Середньовіччя входила до складу імперії Канем-Борно. Правляча в даний час династія отримала владу в кінці XIX століття (держава Борну) і в колоніальні часи користувалася підтримкою британської адміністрації. У 1905 році столицею династії було зроблене місто Майдугурі. Після проголошення незалежності Нігерії в 1960 році Борно зберігав широку фактичну автономію. Така ситуація зберігалася до проведення реформи адміністративно-територіального поділу Нігерії в 1967 році, коли були утворені 12 штатів. Реформа місцевого самоврядування 1976 року ще сильніше зменшила владу емірів. До моменту повернення Нігерії до цивільного правління в 1979 році юрисдикція емірів Борно поширювалася лише на культурні й традиційні питання. В даний час еміри служать радниками уряду штату.

## Адміністративно-територіальний поділ
Штат розділений на 27 територій місцевого адміністративного управління.
| - Abadam - Askira/Uba - Bama - Bayo - Biu - Чибок - Дамбоа - Dikwa - Gubio - Guzamala - Gwoza - Hawul - Jere - Kaga |  | - Kala/Balge - Konduga - Kukawa - Kwaya-Kusar - Mafa - Magumeri - Майдугурі - Marte - Mobbar - Monguno - Ngala - Nganzai - Shani |